# Zsigmond Kornfeld
Zsigmond Baron Kornfeld (auch Sigmund von Kornfeld, * 27. März 1852 in Goltsch-Jenikau; † 24. März 1909 in Budapest) war ein jüdischer Bankier und Industrieller in Österreich-Ungarn.

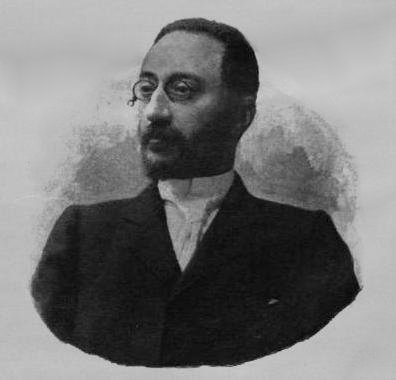
Zsigmond Kornfeld (1902)

## Leben
Der frühe Tod des Vaters, des örtlichen Rabbiners, verhinderte für Kornfeld die Aufnahme des angestrebten Studiums. Stattdessen begann er in Prag für verschiedene Bankhäuser zu arbeiten und machte schließlich bei der örtlichen Niederlassung der Österreichischen Credit-Anstalt Karriere. Deren Leiter, Albert Rothschild, entsandte ihn Ende der 1870er Jahre nach Ungarn, wo Kornfeld die bis zur Jahrhundertwende zur Credit-Anstalt gehörende Magyar Általános Hitelbank (Ungarische Allgemeine Kreditbank) zum stärksten Bankhaus des Landes ausbaute und 1895 auch formal ihr Direktor wurde.
Die Hitelbank profitierte vom wirtschaftlichen Aufschwung Ende des 19. Jahrhunderts, wie andere Budapester Geldinstitute auch. Sie investierte in den Bergbau und in Infrastrukturprojekte wie den Eisenbahnbau, zum Beispiel in Bosnien-Herzegowina, das 1878 von Österreich-Ungarn als Verwaltungsgebiet okkupiert worden war. Auch Kornfeld persönlich engagierte sich zunehmend in der Industrie. Er war (Mit-)Gründer und Präsident der Magyar Folyam és Tengerhajózási Rt. (Ungarische Fluss- und Seeschifffahrts-AG) und der Fiumei Kőolajfinomító Rt. (Fiume Erdölraffinerie AG). Einen leitenden Posten hatte er auch beim Maschinenbau-Unternehmen Ganz inne.

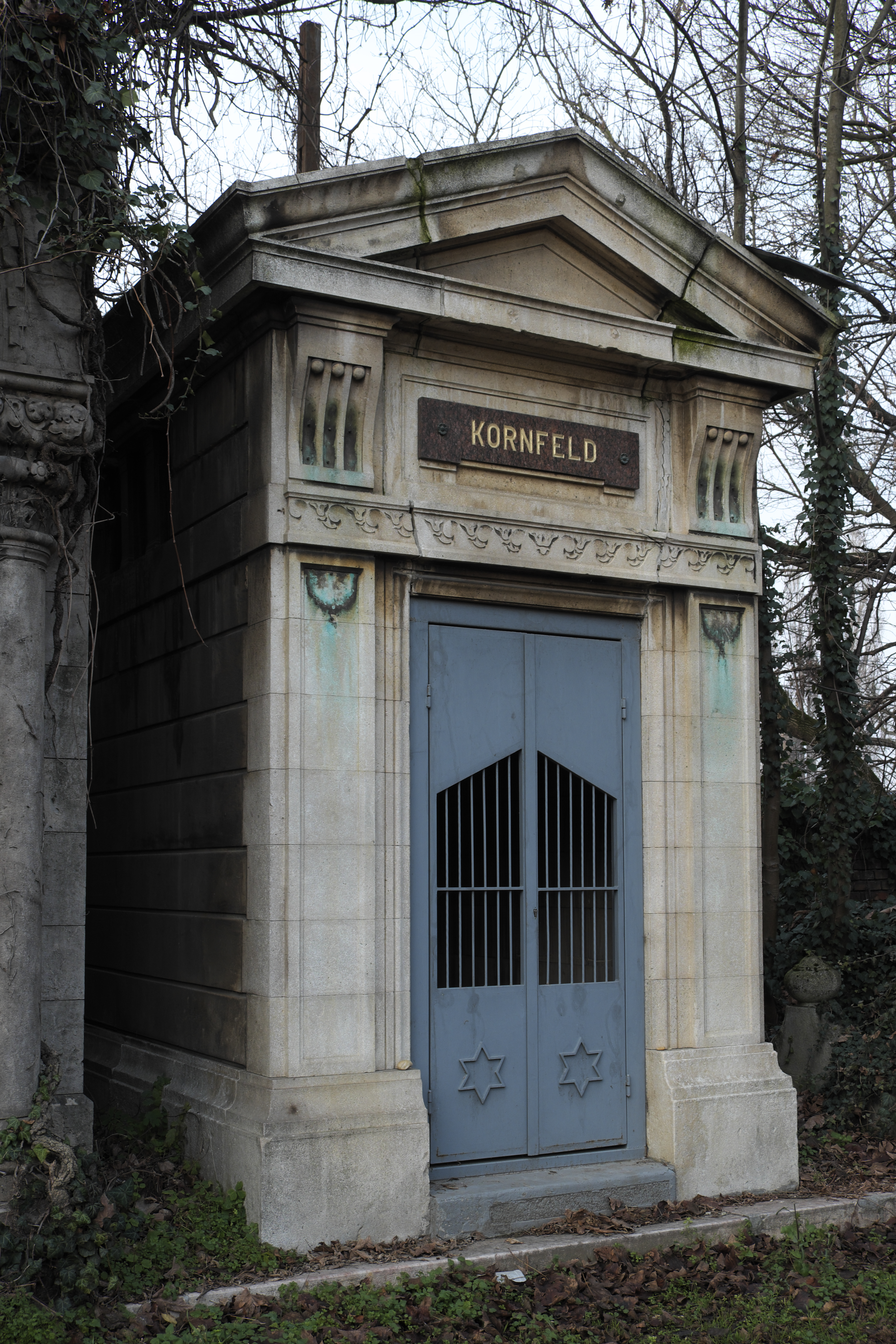
Mausoleum der Familie Kornfeld auf dem jüdischen Friedhof Kozma-Straße in Budapest

Kornfeld gehörte zu jenen, meist jüdischen Funktionseliten im Habsburgerreich, die Ende des 19. Jahrhunderts besonders in Ungarn einen Prozess der nationalen Assimilation durchliefen. Dazu gehörte neben dem Spracherwerb – ab 1885 lernte Kornfeld Ungarisch, was für seinen Stand und Beruf nicht notwendig war – der Einstieg in die Politik und der Erwerb eines Adelstitels. Ab 1902 gehörte er dem Magnatenhaus des ungarischen Reichstags an, und 1909 wurde ihm der Titel eines Barons verliehen.
Kornfeld hatte fünf Kinder. Sein Sohn Móric heiratete eine Tochter des Industriellen Manfréd Weiss und setzte die Karriere des Vaters im Budapester Industrie- und Finanzwesen fort.